# Bremerton
Bremerton är en stad (city) i Kitsap County i delstaten Washington i USA. Staden hade 43 505 invånare, på en yta av 83,31 km² (2020).
I Bremerton finns Puget Sound Naval Shipyard.